# Mindre mushjort
Mindre mushjort (Tragulus javanicus) är ett däggdjur i familjen mushjortar (Tragulida) och det minsta partåiga hovdjuret på jorden. Den lever i Sydostasien.

## Utseende och anatomi
Arten når bara en kroppslängd av 45 till 55 cm och därtill kommer en cirka 5 cm lång svans. En vuxen individ har en mankhöjd av 20 till 25 cm och en vikt mellan 1,5 och 2,5 kg.
Pälsen är på ovansidan gråbrun med orange skuggor, buken är ljusare till vitaktig. Huvudet kännetecknas av vit haka, spetsig och svartaktig nos samt stora ögon. I jämförelse till den robusta bålen är extremiteterna påfallande smala. Liksom hos andra mushjortar saknas horn. Istället är hörntänderna förstorade, främst hos hannar där de ofta är synliga utanför munnen.

## Systematik och utbredning
Artens systematik var, liksom klassificeringen av hela släktet Tragulus, länge oklar. Efter DNA-studier delades släktets två arter upp i sex arter. Eftersom ett typexemplar för arten saknas är det idag omöjligt att med säkerhet veta vilken art som avses i äldre texter som talar om T. javanicus.
Mindre mushjort är endemisk för Java. Populationer utanför ön som tidigare fördes till arten behandlas idag som självständiga arter.

## Ekologi
Arten vistas i regioner med tät undervegetation vanligen på mellan 400 och 1 700 meter över havet. Den lever ofta nära vattenansamlingar. Liksom andra arter i familjen är mindre mushjort mycket skygg och främst nattaktiv. På dagen vilar den i bergssprickor, trädhåligheter eller gömd i tät vegetation. För bättre framkomlighet skapar den tunnelliknande stigar.

### Föda
Födan utgörs främst av växter som blad, frukter och unga växtskott. I fångenskap äter de även insekter men det är okänt om de gör så i naturen.

### Fortplantning
Den lever antingen ensam eller i par. Mindre mushjort markerar reviret med urin, avföring och sekret från  könskörtlar. Hannen försvarar territoriet mot andra hanar med sina hörntänder.
Dräktigheten varar i genomsnitt 144 dagar och sedan föds vanligen ett enda ungdjur, sällan tvillingar. Ungen är vid födelsen full utvecklad och kan redan efter 30 minuter gå. Honan diar ungefär 10 till 13 veckor och efter 5 till 6 månader är ungen könsmogen. Livslängden går upp till 12 år.

## Status och hot
Arten jagas för köttets skull och fångas ibland för att bli till husdjur. Kött av mindre mushjort är ganska vanligt på marknader på Java. Efter släktets uppdelning i sex arter, istället för två, är oklart hur mycket av den javanesiska populationen tillhör arten Tragulus javanicus. Därför listas mindre mushjort av IUCN med kunskapsbrist (data deficient).